# エンテロドン科
エンテロドン科（エンテロドンか、Entelodontidae）は、約3720 - 1597万年前にあたる新生代古第三紀始新世後期プリアボニアンから新第三紀中新世前期バーディガリアンにかけて北アメリカ・ヨーロッパ・アジアの森林に生息していた雑食性の絶滅哺乳類の科。

## 分類

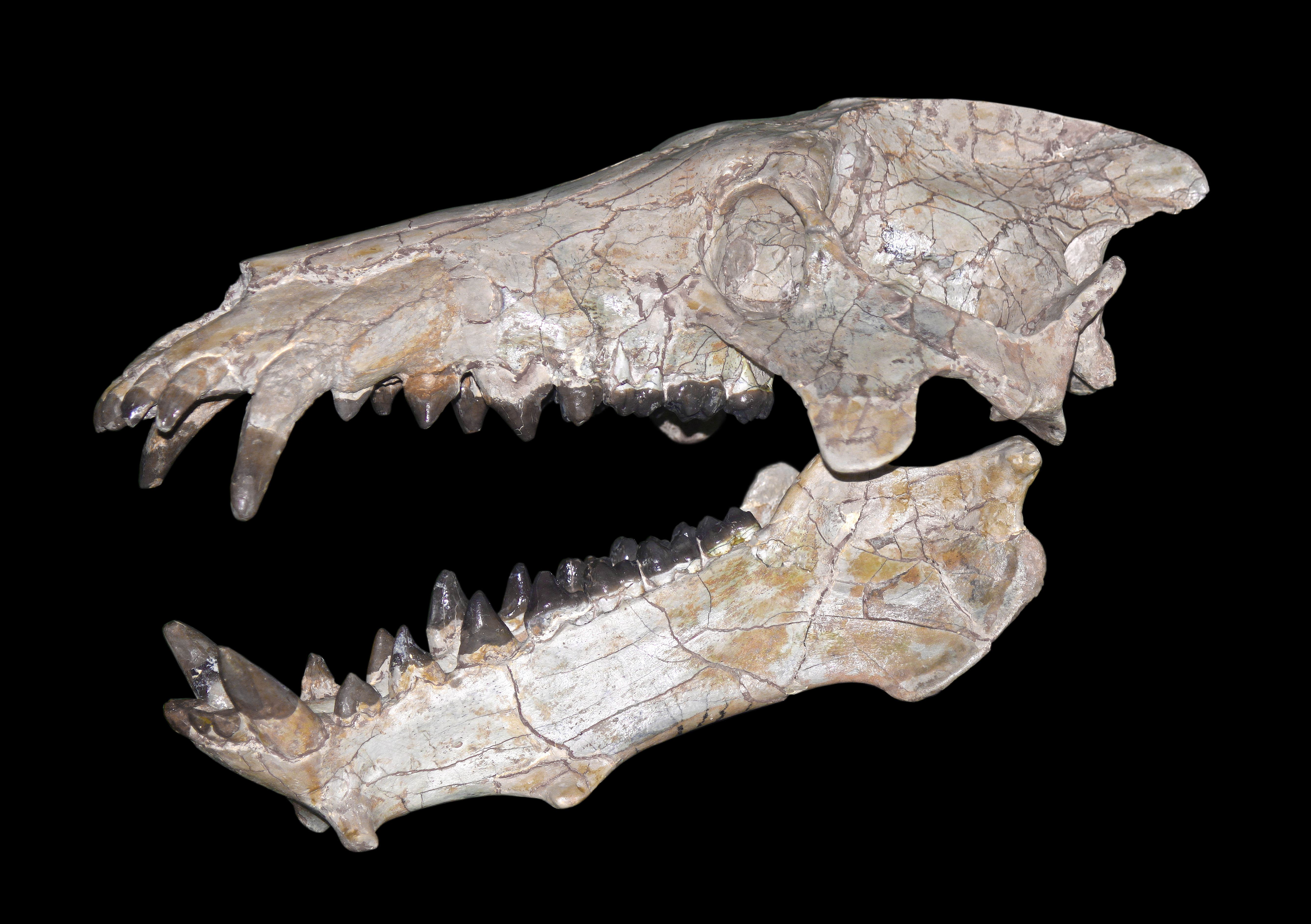
Archaeotherium mortoni の頭骨

エンテロドン科はリチャード・ライデッカーが命名し、ウィリアム・グレゴリーが1910年の論文で不反芻類に分類した。彼らは1998年にルーカスらが偶蹄目に分類し、Carroll (1988) や Boisserie et al. (2005) でエンテロドン上科に分類されている。
エンテロドン科は長らく猪豚亜目に分類されていたが、ブタよりもクジラやカバに近縁であることをスポールディングらが発見している。旧鯨目と旧偶蹄目・メソニクス目の関係の位置づけはアンドリューサルクスがどの分類群に属するかにより大きく左右され、アンドリューサルクスはエンテロドン科あるいはその近縁な分類群に属することが示唆されている。

## 形態

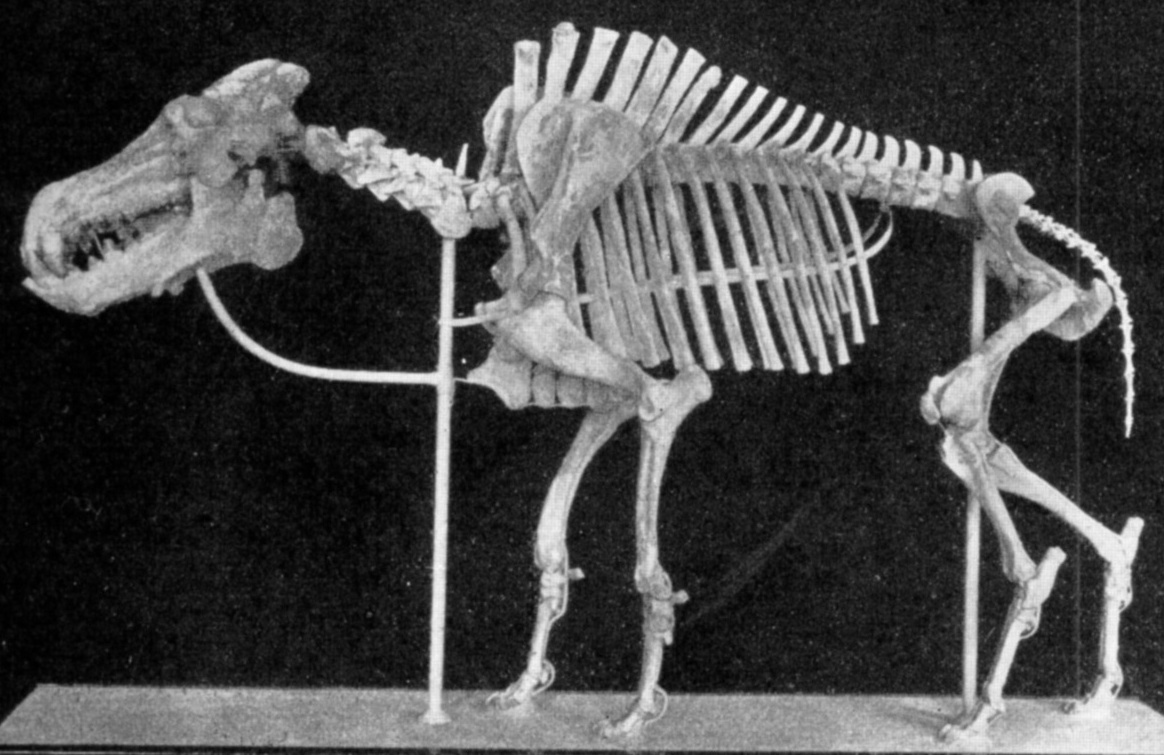
ダエオドンの骨格

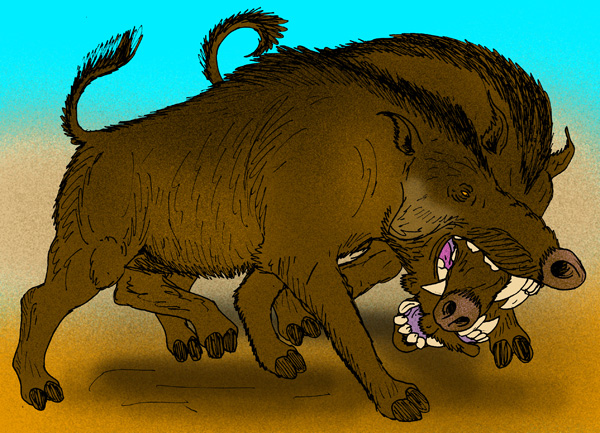
アルケオテリウム

エンテロドン科は巨大な胴体と細長い四肢、長い口を持つ雑食性の絶滅動物である。最大のものは北アメリカのダエオドン・ショショネンシスとユーラシアのパラエンテロドン・インテルメディウムであり、肩高は2.1メートルに達した。なお、脳はオレンジと同程度の容積だった。
M. Mendoza と C. M. Janis および P. Palmqvist は1つの標本を用いて体重を算出しており、その推定値は421キログラムであった。
エンテロドン科の歯は全ての種類が揃っており、重厚な門歯・巨大な犬歯・尖った小臼歯・比較的単純で平坦な大臼歯が確認されている。これは、現代のブタと同様に雑食性であることを示している。巨大な種ではバイソンのように背中にコブが存在し、重い頭部に重心が偏らないよう支持していた。脚の骨の長さと比率は、平地での走行に適応しているが高速では走行できない他の有蹄動物と一致する。他のウシ目の動物と同様に2つに分かれた蹄を持ち、その2本が地面に接していた。残る2本の指は退化し痕跡のみ残っている。
エンテロドン科の頭部は巨大で、下顎の前方および中間部には下方に伸びる骨の突起が存在し、頬骨も板状の突起となって突き出していた。これは強力な顎の筋肉が附随する場所であった可能性があるが、成体よりも幼体の方が構造が発達している種も見られる。ウシ目に共通するパターンに基づき、派手な装飾を持つ個体はオスだったと考えられ、噛み付きや顎での突く合いを含むオス同士の闘争において目や喉を保護していた可能性がある。エンテロドン科は口を大きく開けることが可能で、この形態は狩りや腐肉食と関連しているが、同様の適応をした近縁な生物であるカバは相手を威嚇するために口を150°まで開き巨大な犬歯を見せつける植物食性動物である。メスが相手の体に側方から近づいて頭を叩きつけて攻撃する一方、オスは向かい合って口を開き合う、顎で戦うといった競争に参加する。アーケオテリウムでは胸郭や頭部に傷を負った標本が発見されており、そのどちらもが同種間競争に起因するものである。

## 生態

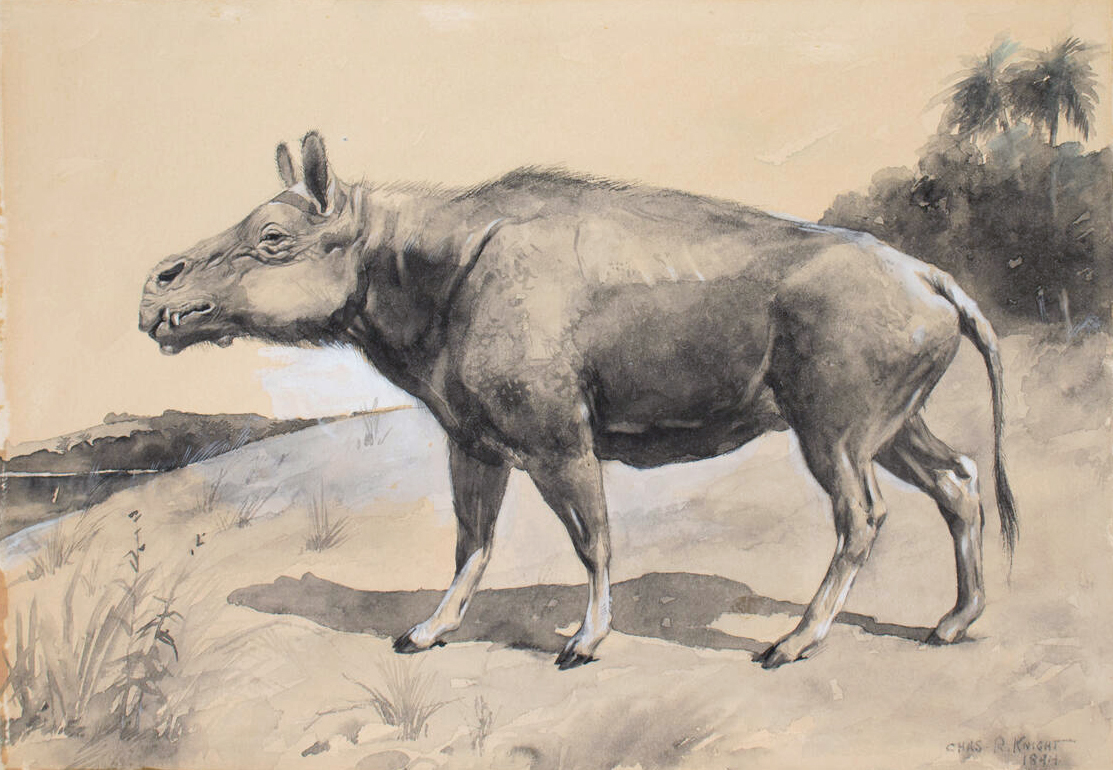
チャールズ・R・ナイトによるエンテロドンの復元図

エンテロドン科は始新世後期から中新世前期にかけて中国・ヨーロッパ・北アメリカに分布していた。同じ環境に生息した他の動物では、ネコに似たニムラブス科のサーベルタイガー、クマに近縁なアンフィキオン科、肉歯目ヒアエノドン科が頂点捕食者の生態的地位を占めていた。エンテロドン科の歯では肉を切り裂くことができず、既知の動物食性哺乳類が全て歯の鋸歯状構造などを独自に進化させていることから、エンテロドン科が捕食動物であった可能性は高くない。しかしエンテロドン科は当時の環境において最大の生物の1つであり、摂食可能なものは容易に手に入った。歯列の研究から、顎の力が非常に強かったことと歯が極端に摩耗していることが判明している。正面の歯は噛み合っていたため、エンテロドン科は草本植物を刈り取って採食することはできなかったと推測されている。正面の歯の溝の摩耗は、葉や樹皮を剥がして食べていたことを示唆している。しかし、磨り潰すための歯を持たなかったことは、彼らが完全には繊維質な植物に適応していなかったことを表している。アーケオテリウムが持つ三角形の臼歯に見られる pie crust 骨折摩擦は現代のハイエナにも見られ、骨を破砕するための特殊化も複数確認されている。ヒトやブタおよび大半のクマと同様に、エンテロドン科の動物は多様な食物を摂食するために破砕用の大臼歯を持っていた。彼らは動物の死体と、現代のブタやペッカリーと同様に果実・種子・根・樹皮・葉・キノコ・無脊椎動物そして時に小動物を捕食していた可能性がある。

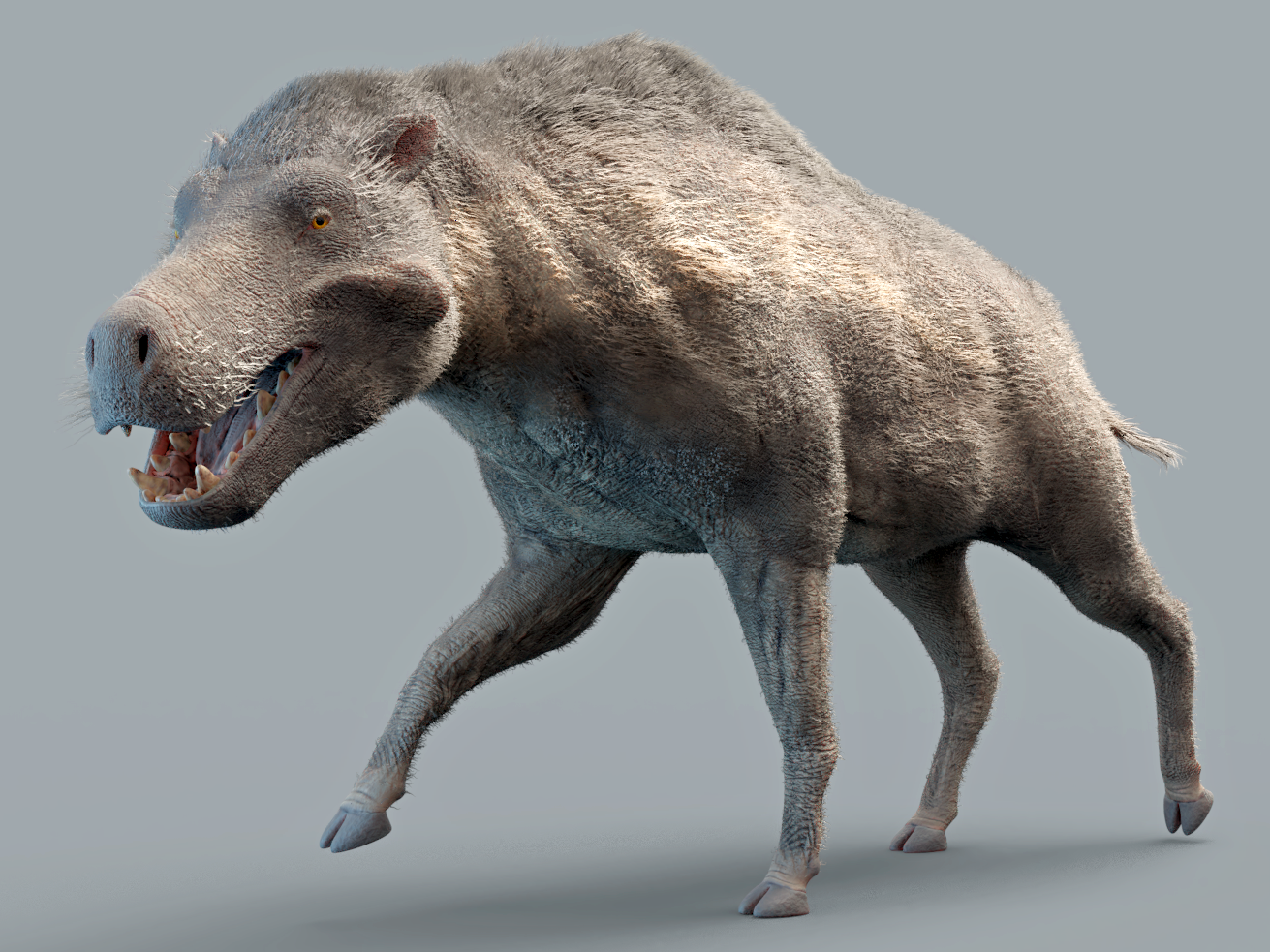
ダエオドン

最大の種の1つであるダエオドンは、2100万年前から1900万年前にあたるネブラスカ州の Miocene Agate Springs ボーンベッドから発見され、そこは当時雨季と乾季を伴う氾濫原の環境であった。そこは小さなガゼルのようなラクダ、巨大なカリコテリウム科のモロプス、現代のプレーリードッグの生態的地位を占めていた地上ビーバーのパレオカストール、群れで生活した数千頭もの小型のサイが同時に生息していた。サイは乾季において周期的な大量死を迎えたが、ダエオドンの化石は多くは発見されていない。これは、ダエオドンが集団で生活する生物と死肉に群がる生物のいずれでもなかったことを示唆している。